# Рік продуктивності. Експерименти з часом, увагою та енергією
Рік продуктивності. Експерименти з часом, увагою та енергією (англ. The Productivity Project: Accomplishing More by Managing Your Time, Attention, and Energy)  — книга Кріса Бейлі, канадського письменника, консультанта з питань продуктивності. Вперше вийшла 5 січня 2016 року у видавництві «Penguin Random House» (США). Українською мовою книга перекладена та опублікована 2019 року видавництвом «Наш формат» (перекладач — Ірина Павленко).

## Огляд книги
«Рік продуктивності» — одна з найпотужніших сучасних робіт на тему підвищення продуктивності! Автор ділиться дієвими тактиками, користуючись якими можна ефективно управляти часом, увагою та енергією. Окрім цього, він майстерно переплітає їх з інтерв'ю найвідоміших світових експертів із продуктивності, у тому числі Девіда Аллена, Чарльза Дюїгга.
Основою книги став експеримент Бейлі, який тривав один рік. Відомий гуру продуктивності відклав усі справи та зайнявся перевіркою численних технік із підвищення ефективності. Результат своєї діяльності автор виклав у комплекс із 25 дієвих тактик.

## Основний зміст
У книзі описані численні експерименти Кріса Бейлі щодо підвищення продуктивності . Зокрема він повністю відмовився від цукру та кофеїну, не спав по кілька тижнів, жив у повній ізоляції протягом 10 днів, медитував по 35 годин поспіль. А також користувався своїм смартфоном лише одну годину на день протягом трьох місяців, набрав десять кілограмів м'язової маси, розтягнув робочий тиждень до 90 годин, прокидався рано вранці. І весь цей час він контролював вплив експериментів на якість та продуктивність своєї роботи. Обмінювався досвідом з однодумцями, та поглинав усю інформацію, яку тільки міг знайти. Про все це Бейлі пише у своїй праці.

## Відгуки
«Кріс Бейлі особисто проекспериментував з усіма техніками, які ви тільки можете собі уявити, і які можуть позитивно вплинути на вашу продуктивність. Його відданість проєкту та розумні висновки, у поєднанні з відвертістю, роблять книгу цікавою, веселою та корисною для читання», — Девід Аллен, експерт, консультант з питань управління часом та особистої продуктивності
«Кріс Бейлі — найпродуктивніша людина з усіх, кого ви тільки можете зустріти!» — TED Blog
«Кріс не просто хоче, щоб ви були продуктивнішими. Він хоче, щоб ви жили краще. Ця книга є перепусткою у світ вашої найбільшої ефективності та щастя». — Ніл Пасріча, канадський письменник, підприємець, пропагандист позитиву та простого задоволення

## Переклад українською
- Кріс Бейлі. Рік продуктивності. Експерименти з часом, увагою та енергією / пер. Ірина Павленко. — К.: Наш Формат, 2019. — ISBN 978-617-7682-60-7.